# 大王 (ゲーム)

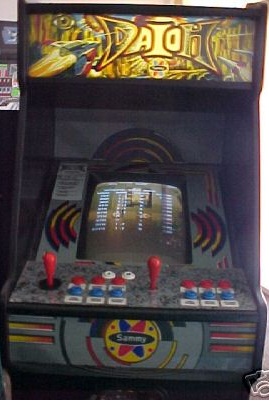
「大王」（アーケードゲーム）

『大王』（だいおう、DAIOH）は、1993年にサミー工業が販売したアーケードゲーム用縦スクロールシューティングゲーム。開発は『デザエモン』を手掛けたアテナが担当している。

## 概要
赤、青の自機を操作する。全7ステージ2周エンド。国内版にはストーリー、キャラクターなどの設定は見られないが、海外版にはストーリーが存在する。

## ゲーム内容
- 戻り復活制が導入されており、ミスした場合は特定の地点からのゲーム再開となる。ただし、ボス戦のみその場での復活となる。
- 大王は国内版と海外版がある。ゲームの仕様の違いにより、国内版は2ボタン（Aボタン：ショット、Bボタン：ボンバー）、海外版は下記の通り6ボタン仕様となっている。
- 海外版では6ボタンに3種のショット（Aボタン：バルカン、Bボタン：ライトニングレーザー、Cボタン：ミサイルシェル）とボンバー（Dボタン：赤色アイテムボンバー、Eボタン：青色アイテムボンバー、Fボタン：黄色アイテムボンバー）が対応している。
- 国内版はショットをアイテムにより3種（赤：バルカン、青：ライトニングレーザー、黄：ミサイルシェル）の中から「赤、青、黄、赤、青、黄…」と交互に変わるウェポンチェンジユニットを取ると自機のショットのチェンジが可能。
- ウェポンチャンジユニットのアイテムを出し、同色を取った場合は国内版は同じ色の場合はボーナス得点となり、違う場合はその武器にチェンジするが、海外版は全て最初から装備されているのでどの色を取っても全てボーナス得点になる。
- 国内版の場合、ショットに応じてボンバーも決まったものがセットされる（赤：広範囲に敵を一掃する、青：一点集中の超破壊力、黄：中規模な爆撃で一定範囲の敵に大ダメージ）、国内版は今使っているショットアイテムに対応し、海外版は好きなボンバーをプレイヤーが任意で選んで使える。

### アイテム
ウェポンチェンジユニット
- バルカン - 扇状の拡散ショットを発射。ボンバーは広範囲の敵を一掃する。
- ライトニングレーザー - 敵を追尾する雷撃を撃つ。ボンバーは破壊力の高い直線状のビーム。
- ミサイルシェル - 攻撃力の高いミサイルを発射。ボンバーは中規模の爆発で一定範囲の敵に大ダメージを与える。

その他アイテム
- パワーユニット - ショットのレベルが上がる(最大レベル4)。レベルを上げるために必要なパワーユニットの個数は徐々に増えていく。
- ボンバーユニット - ボンバーのストックが1つ増える。
- スピードアップユニット - 自機の速度が上がる。
- 1UP - 自機が1つ増える。
- スペシャルパワーユニット - ショットのレベルが最大になり、ダメージを1発だけ防ぐアーマーを装備する。

## 移植版
| No. | タイトル | 発売日        | 対応機種                      | 開発元 | 発売元     | メディア                                | 備考         | 出典                    |
| --- | -------- | ------------- | ----------------------------- | ------ | ---------- | --------------------------------------- | ------------ | ----------------------- |
| 1   | 大王     | 2023年11月2日 | PlayStation 4 Nintendo Switch | アテナ | ハムスター | ダウンロード （アーケードアーカイブス） | 海外版も収録 | [ 1 ] [ 2 ] [ 3 ] [ 4 ] |

アーケードアーカイブス版
家庭用初移植。国内版と海外版とを収録。「こだわり設定」にて1P側コントローラーで2P側機体を使用する、ステージ5の1UPアイテムドロップに関する原作挙動を再現するか否かといった事を設定可能。ハイスコアモード及びキャラバンモードは国内版と海外版の両方に対応している。後のアップデートにて、「こだわり設定」でプレイ中に上下する難易度のランク値を表示させる事が可能になった。

## 制作スタッフ
- エグゼクティブプロデューサー - 中村栄
- プロデューサー - 高崎敬之
- プログラム - 田端勤
- グラフィックデザイン - UNDEAD TAMA、KATA CHUMURI、NUMA
- 音楽 - SHO（佐々木彰太郎）
- サウンドドライバー - K. ZIKIL-HIDE ISHIBASHI
- スペシャルサンクス - 大渕武士、大野正樹、國京健一、なかじまひでとし、たじりかずなお、おいかわかずお、きくちたけし、UD、KOYASAN、T. BOWWOW MIYAZAWA、MASAHORI

## その他
- 国内版の基板も基板の特定の場所をジャンパーカットをして旧スト2ハーネスを挿し基板とボタンに接続させる事により海外版仕様にする事も可能（ただしジャンパーカットした基板を国内版に戻すには再びカット部分が接続される必要があるのでカット後に加工しておくと国内版＆海外版に変更が容易にできる）。
- デザエモンシリーズには、本作からの音楽や続編ともいえるサンプルゲーム『DAIOH GALE』などが収録されている。
- 共通スタッフの参加している『紫炎龍』にこのゲームからの強い影響が見られる[要出典]。